# 伴真臣
伴 真臣（とも の まおみ）は、平安時代初期の貴族。名は直臣とも記される。参議・大伴伯麻呂の孫。従五位下・大伴名鳥の九男。官位は従四位下・右兵衛督。

## 経歴
弘仁14年（823年）淳和天皇の即位に伴い従五位下に叙せられ、間もなく淳和天皇の諱（大伴）を避けて大伴宿禰姓から伴宿禰姓に改姓した。左馬助・右兵衛権佐・右少弁・左衛門権佐と文武の諸官を歴任する一方で、天長5年（828年）従五位上、天長7年（830年）正五位下、天長8年（831年）従四位下と淳和朝半ばより急速に昇進する。のち右兵衛督を務めるが、急病を発し天長9年（832年）5月24日自邸にて卒去。享年39。最終官位は右兵衛督従四位下。

## 官歴
『日本後紀』による。
- 時期不詳：正六位上
- 弘仁14年（823年）4月27日：従五位下。4月28日：大伴宿禰姓から伴宿禰姓に改姓。日付不詳：左馬助、右兵衛権佐、兼尾張守
- 時期不詳：右少弁、左衛門権佐
- 天長5年（828年）正月7日：従五位上
- 天長7年（830年）正月7日：正五位下
- 天長8年（831年）10月6日：従四位下
- 時期不詳：右兵衛督
- 天長9年（832年） 5月24日：卒去（右兵衛督従四位下）

## 系譜
- 父：大伴名鳥[1]
- 母：不詳
- 生母不明の子女
  - 男子：伴健岑[2]
  - 女子：藤原常嗣室[3]
  - 女子：藤原常永室[3]